# Return to order
Retour à l'ordre was een  tendentie in de Europese kunsten die volgde op de Eerste Wereldoorlog en die zich afzette tegen de radicale avant-garde in de kunst tot ongeveer 1917 en inspiratie putte uit klassieke en traditionele waarden in de kunst. 
De term "retour à l'ordre" is waarschijnlijk afgeleid van Le rappel à l'ordre, de titel van een essaybundel uit 1926 van de Franse dichter en kunstenaar Jean Cocteau die de hernieuwde interesse voor traditie in de schilderkunst, beeldhouwkunst en architectuur benoemt.
De beweging was een reactie op de oorlog. kubisme, met zijn fragmentering van de realiteit, werd afgezworen, zelfs door diegenen die het hadden bedacht zoals  Picasso. Tijdens de oorlog werd het kubisme als een Duitse stijl beschouwd en door Franse nationalisten zelfs met een k geschreven. De roep om een 'Latijnse' kunst ging tenslotte ook niet aan Picasso voorbij.
Ook het futurisme, met zijn verering van de machine-industrie, geweld en oorlog, werd afgedankt door een aantal schilders, het eerst door de in Parijs woonachtige Gino Severini met zijn doek Maternità (Moederschap, 1916), hoewel de niet gesneuvelde Futuristen na de oorlog aansluiting vonden bij het fascisme in Italië.
De retour à l'ordre werd gekenmerkt door de herleving van de waarden van het classicisme en de renaissance. Classicisme was belangrijk voor de beweging en vanaf het einde van de oorlog schilderde Picasso in een neoclassicistische stijl, afgewisseld met kubisme en surrealisme. André Derain en andere fauvisten en Kubisten wendden zich tot verschillende vormen van realisme. In Duitsland kan de Neue Sachlichkeit gezien worden als een deel van de retour à l'ordre.
De verandering van richting werd gereflecteerd en aangemoedigd door onder andere het tijdschrift Valori Plastici, dat werd gepubliceerd in het Italiaans en Frans van 1918 tot 1922. In Italië werden de diverse ritorno a l'ordine-groeperingen samengevoegd in de groep Novecento van Margherita Sarfatti, minnares en 'cultuurpaus' van Mussolini en in dienst van de Nieuwe Orde gesteld.